# Cúp Liên đoàn bóng đá Phần Lan 2011
 Cúp Liên đoàn bóng đá Phần Lan 2011 là mùa giải thứ 15 của Cúp Liên đoàn bóng đá Phần Lan, giải đấu cúp bóng đá danh giá thứ hai tại Phần Lan. FC Honka là đương kim vô địch, vừa đoạt cúp vô địch đầu tiên mùa trước.
Giải đấu cúp chia thành hai giai đoạn. Đầu tiên là vòng bảng với việc 14 đội bóng Veikkausliiga chia thành hai bảng. Bốn đội xuất sắc nhất mỗi bảng bước vào vòng đấu loại trực tiếp – tứ kết, bán kết và chung kết.

## Vòng bảng
Mỗi đội thi đấu với các đội khác một lượt, có thể trên sân nhà hoặc sân khách. Các trận đấu diễn ra từ 18 tháng Một đến 15 tháng 3 năm 2011.

### Bảng 1
| XH | Đội                | Tr | T | H | T | BT | BB | HS | Đ  |
| -- | ------------------ | -- | - | - | - | -- | -- | -- | -- |
| 1  | Tampere United (A) | 6  | 2 | 4 | 0 | 10 | 8  | +2 | 10 |
| 2  | JJK Jyväskylä (A)  | 6  | 2 | 3 | 1 | 14 | 13 | +1 | 9  |
| 3  | KuPS Kuopio (A)    | 6  | 2 | 2 | 2 | 11 | 9  | +2 | 8  |
| 4  | Jaro (A)           | 6  | 2 | 2 | 2 | 10 | 9  | +1 | 8  |
| 5  | RoPS Rovaniemi     | 6  | 2 | 1 | 3 | 11 | 16 | −5 | 7  |
| 6  | Oulu               | 6  | 2 | 1 | 3 | 6  | 10 | −4 | 7  |
| 7  | VPS Vaasa          | 6  | 1 | 3 | 2 | 9  | 10 | −1 | 6  |

| S.nhà ╲ S.khách | JAR | JJK | KPS | ACO | RPS | TAM | VPS |
| FF Jaro         |     |     | 1–2 | 4–0 |     |     | 2–2 |
| JJK             | 1–0 |     | 4–4 |     |     |     | 0–0 |
| KuPS            |     |     |     |     | 1–2 | 1–1 | 3–0 |
| AC Oulu         |     | 1–1 | 1–0 |     | 0–1 |     |     |
| RoPS            | 2–5 | 5–6 |     |     |     | 1–1 |     |
| Tampere United  | 1–1 | 3–2 |     | 2–1 |     |     |     |
| VPS             |     |     |     | 2–3 | 3–0 | 2–2 |     |

### Bảng 2
| XH | Đội              | Tr | T | H | T | BT | BB | HS  | Đ  |
| -- | ---------------- | -- | - | - | - | -- | -- | --- | -- |
| 1  | Honka (A)        | 6  | 5 | 1 | 0 | 20 | 12 | +8  | 16 |
| 2  | HJK Helsinki (A) | 6  | 4 | 2 | 0 | 14 | 4  | +10 | 14 |
| 3  | Inter Turku (A)  | 6  | 3 | 2 | 1 | 12 | 6  | +6  | 11 |
| 4  | TPS Turku (A)    | 6  | 3 | 0 | 3 | 7  | 10 | −3  | 9  |
| 5  | IFK Mariehamn    | 6  | 2 | 0 | 4 | 9  | 9  | 0   | 6  |
| 6  | MYPA             | 6  | 1 | 1 | 4 | 10 | 15 | −5  | 4  |
| 7  | Haka             | 6  | 0 | 0 | 6 | 2  | 15 | −13 | 0  |

| S.nhà ╲ S.khách | HAK | HJK | HON | INT | MAR | MYP | TPS |
| Haka            |     | 0–3 |     | 0–1 |     |     | 0–2 |
| HJK             |     |     | 1–1 |     | 4–0 | 2–1 |     |
| FC Honka        | 4–2 |     |     |     | 3–1 | 5–3 |     |
| FC Inter        |     | 1–1 | 3–4 |     | 1–0 |     |     |
| IFK Mariehamn   | 4–0 |     |     |     |     | 4–0 | 0–1 |
| MYPA            | 3–0 |     |     | 2–2 |     |     | 1–2 |
| TPS             |     | 1–3 | 2–3 | 0–4 |     |     |     |

## Vòng đấu loại trực tiếp

### Tứ kết
| FC Honka                  | 2 – 0 | FF Jaro |
| ------------------------- | ----- | ------- |
| Äijälä 28' · Väyrynen 89' |       |         |

| Tampere United | 1 – 0 | TPS |
| -------------- | ----- | --- |
| Lahtinen 68'   |       |     |

| HJK                                              | 4 – 3 | KuPS                        |
| ------------------------------------------------ | ----- | --------------------------- |
| Ring 27' · Sadik 33' (pen) · Bah 68' · Pukki 76' |       | 12' Nykänen · 55', 79' Udah |

| JJK                   | 1 – 1 | FC Inter  |
| --------------------- | ----- | --------- |
| Gruborovics 50' (pen) |       | 78' Ojala |
| Loạt sút luân lưu     |       |           |
|                       | 6 – 5 |           |

### Bán kết
| FC Honka        | 2 – 1 | JJK          |
| --------------- | ----- | ------------ |
| Äijälä 68', 73' |       | 75' Hyyrynen |

| Tampere United    | 0 – 0 | HJK |
| ----------------- | ----- | --- |
|                   |       |     |
| Loạt sút luân lưu |       |     |
|                   | 3 – 0 |     |

### Chung kết
| FC Honka                   | 3 – 0 | Tampere United |
| -------------------------- | ----- | -------------- |
| Otaru 20' · Savage 67' 76' |       |                |